# ハーフェルラント郡
ハーフェルラント郡（ドイツ語: Landkreis Havelland）はドイツ連邦共和国ブランデンブルク州西部の郡である。人口は約17万人である。 

## 地理
ハーフェルラント郡にはハーフェルラントの大部分が含まれる。

ハーフェルラント郡の地図

北部ではオストプリーグニッツ＝ルピーン郡、北東部ではオーバーハーフェル郡と接している。東部ではベルリン州シュパンダウ区との境界となっている。南東部ではブランデンブルク州の州都で郡独立市のポツダムと、南部ではポツダム＝ミッテルマルク郡と郡独立市のブランデンブルク・アン・デア・ハーフェルと接している。西部にはザクセン＝アンハルト州のシュテンダール郡とイェーリヒョウアー・ラント郡がある。

## 歴史
ハーフェルラントの歴史を見ると、スラヴ人のヘヴェリ族の地であった。彼らの主要な城塞は現在のブランデンブルク・アン・デア・ハーフェルにあった。この地は、その族長プリビスラフ＝ハインリヒがアルブレヒト熊公と結んだ相続協定により1150年または1157年にブランデンブルク辺境伯の領地となり、アルブレヒト熊公の創設したマルク・ブランデンブルクの発祥地となった。
ハーフェルラント郡は1993年ブランデンブルク州郡改革に伴い、同年12月6日にナウエン郡（NAU）とラーテノウ郡（RN）が合併し成立した。プロイセン王国時代から東ドイツ時代の1952年までこの地にはヴェストハーフェルラント郡、オストハーフェルラント郡があった。境界はベルリンを中心に、扇形となるように設定された。

## 政治

### 郡長
1993年：ブルクハルト・シュレーダー（Burkhard Schröder, SPD）

### 郡議会
2014年ブランデンブルク州地方選挙による全56議席の議席配分は以下の通り。
|  | 政党/会派            | 議席 |
|  | -------------------- | ---- |
|  | SPD                  | 15   |
|  | CDU                  | 15   |
|  | LINKE                | 10   |
|  | GRÜNE                | 5    |
|  | FDP, Bauern, FAMILIE | 5    |
|  | Afd                  | 4    |
|  | 無所属               | 2    |

（2014年5月25日選挙結果）
郡議会の議長はマヌエラ・フォルブレヒト（Manuela Vollbrecht, SPD）である。

### 政党
CDU、SPD、FDP、同盟90/緑の党、左翼党とドイツ家族党の郡支部がある。

### 紋章、郡旗、公印
ハーフェルラント郡議会は1995年2月20日に第14回議会で図案家ルート・ペシェル（Ruth Peschel）による紋章を採択した。ブランデンブルク州内務省は1995年8月31日にこれを承認した。
紋章記述：
「銀に青に波状に分割される。上部には羽ばたく2羽の銀のハクチョウが右向きに描かれ、嘴は金色である。下部は金の嘴をもつ赤鷲の頭部があり、両側には青の六角星が添えられる。」
郡内のアムト、都市、町村の紋章はハーフェルラント郡内の紋章一覧を参照。
ハーフェルラント郡議会が1995年9月25日に第20回議会で以下の郡旗を採択し、ブランデンブルク州内務省の承認を求めるよう議決した。
郡旗記述：
「ハーフェルラント郡の郡旗は白：青（1：2：1）の横三色旗であり、中央部には郡の紋章が乗る。」
公印
ハーフェルラント郡の公印には郡の紋章と「LANDKREIS HAVELLAND」がこれを囲んでいる。郡の紋章が採択、承認される以前は、ブランデンブルク州の紋章を公印に用いていた。

## 人口動態
以下の表は、ハーフェルラント郡の人口動態を示している（1990年は10月3日付、1991年からは12月31日）。数値は統計時の郡域によるものである（当郡成立以前の1990年から1992年の数値は、1993年12月6日領域に合わせた数値）。
| 年   | 人口    |
| ---- | ------- |
| 1990 | 132,303 |
| 1991 | 129,787 |
| 1992 | 129,136 |
| 1993 | 128,742 |
| 1994 | 129,482 |
| 1995 | 131,381 |
| 1996 | 133,823 |
| 1997 | 137,204 |
| 1998 | 141,105 |
| 1999 | 144,944 |

| 年   | 人口    |
| ---- | ------- |
| 2000 | 148,130 |
| 2001 | 151,514 |
| 2002 | 152,667 |
| 2003 | 153,328 |
| 2004 | 154,044 |
| 2005 | 155,019 |
| 2006 | 155,408 |
| 2007 | 155,359 |
| 2008 | 155,141 |
| 2009 | 154,984 |

| 年   | 人口    |
| ---- | ------- |
| 2010 | 154,891 |
| 2011 | 152,915 |
| 2012 | 153,294 |
| 2013 | 153,874 |

### 現在の郡域の人口動態と予測
- 1875年からの人口動態（領域は今日のもの）
- 人口動態予測
- 年齢構成予測

出典：ベルリン＝ブランデンブルク統計局、ブランデンブルク州建設交通局、ベルテルスマン財団による詳細なデータはWikimedia CommonsのPopulation Projection Brandenburg にある。

## 市町村
2003年地方自治体改革の後、本郡には7都市を含む26市町村が含まれる。
以下に本郡に属する都市及び自治体を示す。カッコ内は2023年12月31日における人口である。 
| 都市 ¹ アムト所属市 1. ファルケンゼー（45,005人） 2. フリーザック¹（2,555人） 3. ケツィーン/ハーフェル（6,758人） 4. ナウエン（19,563人） 5. プレムニッツ（8,307人） 6. ラーテノウ（24,918人） 7. リーノウ¹（1,584人） アムト非所属自治体 1. ブリーゼラング（13,204人） 2. ダルゴウ＝デーベリッツ（10,770人） 3. ミーロウアー・ラント（4,343人） 4. シェーンヴァルデ＝グリーン（10,700人） 5. ヴスターマルク（11,211人） | アムト及び所属自治体 1. アムト・フリーザック（6,613人） 1. フリーザック（2,555人） 2. ミューレンベルゲ（755人） 3. パウリーネンアウエ（1,374人） 4. ペシーン（624人） 5. レッツォウ（510人） 6. ヴィーゼンアウエ（795人） 2. アムト・ネンハウゼン（4,668人） 1. コッツェン（624人） 2. メルキッシェ・ルーフ（1,338人） 3. ネンハウゼン（1,809人） 4. シュテッヒョウ＝フェルヒェーザー（897人） 3. アムト・リーノウ（4,496人） 1. ゴレンベルク（409人） 2. グロースデルシャウ（424人） 3. ハーフェルアウエ（846人） 4. クレーセン＝ゲルネ（339人） 5. リーノウ（1,584人） 6. ゼーブリック（894人） |  |

## 交通
| ハーフェルラント郡の自動車登録件数            | 2008   | 2009   | 2010   | 2011   | 2012   | 2013   | 2014   |
| --------------------------------------------- | ------ | ------ | ------ | ------ | ------ | ------ | ------ |
| 乗用車登録数（1月1日付）                      | 78 711 | 79 090 | 80 297 | 81 201 | 82 390 | 83 292 | 84 046 |
| 人口1,000人あたりの乗用車数（前年12月31日付） | 507    | 510    | 518    | 524    | 539    | 543    | 546    |

## ナンバープレート
1994年1月1日以来、識別記号の「HVL」が割り当てられ、使用されている。